# Putain de stade
Albums de Indochine
Le Meteor sur Bruxelles
(2010) Black City Parade
(2013)
Putain de stade est un album du groupe Indochine résultant de l'enregistrement d'un de leurs concerts le 26 juin 2010 au Stade de France. Il s'est classé numéro 1 des ventes en Belgique wallone ainsi qu'en Suisse romande, et numéro 2 en France.
Il existe l'enregistrement de ce concert en DVD sorti le même jour en combo métal box, édition limitée (double CD + triple DVD + affiche collector), en triple DVD ou double Blu-ray avec pochette et en DVD ou Blu-ray. La liste des pistes diffère de celle de l'album audio.

## Liste des titres

### Album audio

#### CD 1
1. Meteor Ouverture
2. Go, Rimbaud Go!
3. Marilyn
4. Little Dolls
5. Play Boy
6. Punker
7. Drugstar
8. Miss Paramount
9. Le Lac
10. J'ai demandé à la lune
11. Atomic Sky
12. 3e sexe
13. Tes yeux noirs
14. Un ange à ma table
15. Alice & June
16. Popstitute

#### CD 2
1. Club Meteor
2. Le Baiser
3. Trois nuits par semaine
4. Le Grand Soir
5. Salômbo
6. Monte Cristo
7. Kao Bang
8. She night
9. Electrastar
10. Soulwax  « E talking »
11. La Lettre de métal
12. Intro L'Aventurier
13. L'Aventurier
14. Le Dernier Jour

### DVD

#### DVD 1
- Putain de Concert (1:31:50)

1. Prélude (Soulwax « E Talking ») – 4:52
2. Meteor Ouverture (Danceteria - Venus - Dunkerque) – 5:14
3. Go, Rimbaud Go! – 4:28
4. Marilyn – 5:41
5. Little Dolls – 5:48
6. Play Boy – 3:03
7. Punker – 3:18
8. Drugstar – 4:38
9. Miss Paramount – 3:41
10. Le Lac – 4:38
11. J'ai demandé à la lune – 6:43
12. Atomic Sky – 2:17
13. 3e sexe – 3:50
14. Tes yeux noirs (avec Dimitri Bodianski & Lou Sirkis) – 5:13
15. Un ange à ma table – 5:46
16. Alice & June – 5:20
17. Popstitute – 4:37
18. Club Meteor (1) : You Spin Me Round – 2:01
19. Club Meteor (2) : Canary Bay – 2:10
20. Club Meteor (3) : Les Tzars – 1:23
21. Club Meteor (4) : Discours Homophobe – 0:22 (Nota Bene : il s'agit d'un discours homophobe de Christian Vanneste)
22. Club Meteor (5) : Des fleurs pour Salinger – 1:54
23. Club Meteor (6) : Adora – 1:41
24. Club Meteor (7) : Mao Boy – 2:59

- Bonus caché (12:21)

Laissez quelques instants le choix sur Chapitres puis pressez sur flèche à droite puis flèche en haut, une vidéo en accéléré sera alors lancée montrant l'installation, le concert et la désinstallation du Stade de France.

#### DVD 2
- Putain de Concert (1:10:14)

1. Le Baiser – 5:14
2. 3 Nuits Par Semaine + Intro Set Acoustique (Soulwax « E Talking ») – 11:19
3. Set Acoustique (1) : Le Grand Soir – 3:15
4. Set Acoustique (2) : Salômbo – 2:50
5. Set Acoustique (3) : Monte Cristo – 3:29
6. Set Acoustique (4) : Kao Bang – 3:03
7. Set Acoustique (5) : She Night – 3:03
8. Set Acoustique (6) : Electrastar + Remerciements (Soulwax  « E Talking ») – 5:57
9. La Lettre de Métal – 4:31
10. Intro L’Aventurier – 4:09
11. L'Aventurier – 9:05
12. Le Dernier Jour – 8:20
13. Putain de Public - Générique (Lucienne Boyer « Parlez-moi d'amour ») – 5:54

- Putain de tournée - Putain de stade (le Making of) (58:18)

Documentaire exceptionnel sur le Meteor Tour & Le Stade (coulisses, tour bus, interviews…)

#### DVD 3
- Les Films du Meteor

Ce sont toutes les vidéos projetées sur les cinq écrans en fond de scène.
1. Meteor Ouverture
2. Republika
3. Little Dolls
4. Play Boy
5. Punker
6. Le Lac
7. Le Manoir
8. J'ai demandé à la lune
9. Le Lettre de métal
10. Un ange à ma table
11. Intro Popstitute
12. Club Meteor
13. Junior Song
14. Intro L'Aventurier
15. Le Dernier Jour

- Bonus

Par la fonction Choisir angle, les vidéos Le Lac et Un Ange à Ma Table proposent de visualiser chacun des écrans individuellement en plus de tous à la fois. L'information est indiquée discrètement dans le menu par une petite caméra placée à côté des titres de ces deux vidéos.

### Single
- Alice and June (promotionnel)